# Choczewo
Choczewo (kaszub. Chòczewò, niem. Chottschow) – wieś letniskowa w północnej Polsce, położona w województwie pomorskim, w powiecie wejherowskim, w gminie Choczewo, na obszarze Wysoczyzny Żarnowieckiej, w pobliżu Jeziora Choczewskiego, przy drodze wojewódzkiej nr 213 i na trasie linii kolejowej nr 230 (Wejherowo-Garczegorze, obecnie zawieszonej). 
Miejscowość jest siedzibą gminy Choczewo.
W latach 1975–1998 miejscowość administracyjnie należała do województwa gdańskiego.

## Nazwa
Ze względu na słowiańskie brzmienie, historyczna nazwa niemiecka Chottschow została w 1937 roku zastąpiona przez administrację nazistowską sztuczną formą Gotendorf („wieś Gotów”). W 1945 roku miejscowość przez krótki czas nosiła nazwę Chociszewo.

## Zabytki

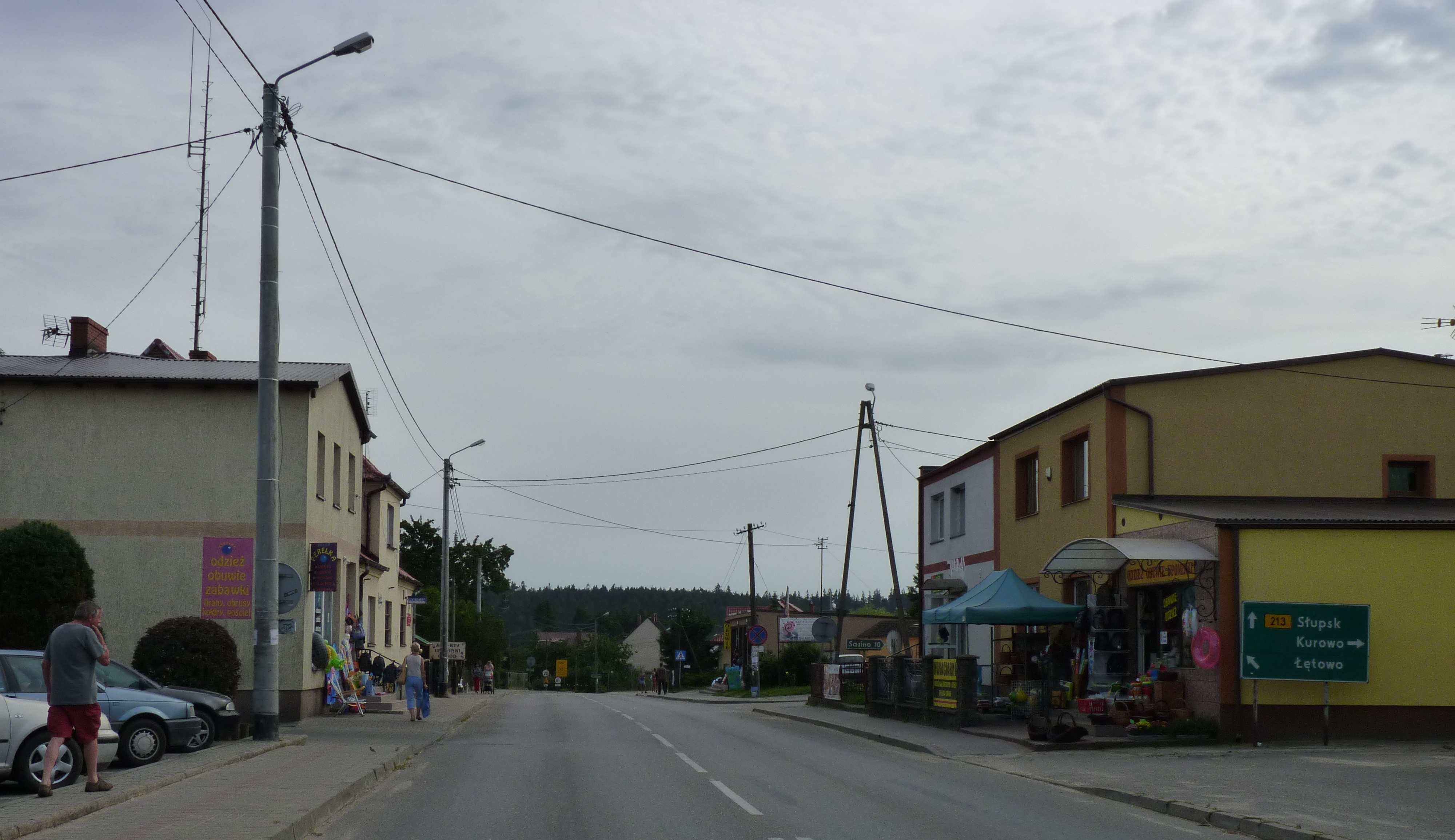
Centrum Choczewa

- XIX-wieczny dwór (obecnie siedziba biblioteki gminnej)

## Wspólnoty wyznaniowe
- Kościół rzymskokatolicki:
  - parafia Matki Bożej Królowej Polski
- Świadkowie Jehowy:
  - zbór Choczewo, Sala Królestwa[4]